# Старосілля (Вишгородський район)
Старосілля (Ольжичі, Ольжич[джерело?]) — колишнє село Вищедубечанського району (нині — територія Вишгородського району) Київської області. Розташовувалося на лівому березі Дніпра. Було затоплено водами Київського водосховища, мешканці переселені до Нових Петрівців та Лебедівки. У середині XX століття було популярним серед київських дачників. У 1920-ті — 1930-ті роки в селі розташовувалися гідробіологічна станція Всеукраїнської академії наук та етнографічна науково-дослідна станція Кабінету антропології та етнології ім. Ф. Вовка ВУАН. Тоді ж на навколишній території було створено один з найперших українських заповідників «Гористе», ліквідований 1951 року.

## Історія
Село відоме принаймні з IX століття. За переказами саме мешканець Старосілля заснував поселення на місці сучасного Вишгорода.
У середині XVIII століття в село було хутором сусіднього Сваром'я і складалося з 5 хат, у яких мешкали підсусідки.
З початку 1650-х до 1781 року належало до Остерської сотні Київського полку як хутір села Сваром'я.
У 1782—1923 роках Старосілля належало до Жукинської волості Остерського повіту. Спочатку повіт був створений у рамках Київського намісництва, невдовзі перенесений до Малоросійської губернії. З 1802 року — в Чернігівській губернії. У 1923 році Старосілля перейшло до Жукинського району Київської округи УСРР, центр району 1930 року було перенесено до Вищої Дубечні. У 1932 році Вищедубечанський район увійшов до складу Київської області.
Восени 1943 року в околицях села велися бої Червоної армії проти Вермахту. Війська 38-ї армії намагалися прорватися до Дніпра, а потім форсувати його. У бою поблизу Старосілля 27 вересня відзначився лейтенант Юрій Кургузов, який здобув звання Героя Радянського Союзу та загинув 3 дні по тому.

## Географія
Старосілля було розташоване на лівому березі Дніпра, в 20 км на північ від Києва.
На початках свого існування село було розташовано в низовині, яка у 1920-ті роки мала назву «дворища», а під час весняного розливу Дніпра селяни з худобою та скарбом переселялися на найближчі пагорби в суміжному сосновому бору й мешкали там у куренях. Надалі село перемістилося на пагорби. Весняний паводок відокремлював село від іншого суходолу впродовж приблизно місяця.
На території села було багато озер: Старосілля, Аврамівка, Лебединка, Теснівка, Великий та Малий Глядин, а також дрібніші Чистий Ковтьоб, Некрут, Березовиця, Куток, В'юнище. Озера були з'єднані з Дніпром невеличкими струмками: Підбірський, Косар, Вершина. Навколо села існували болота, зокрема Орлове, Чаплище, Сердюкове та інші.

## Населення

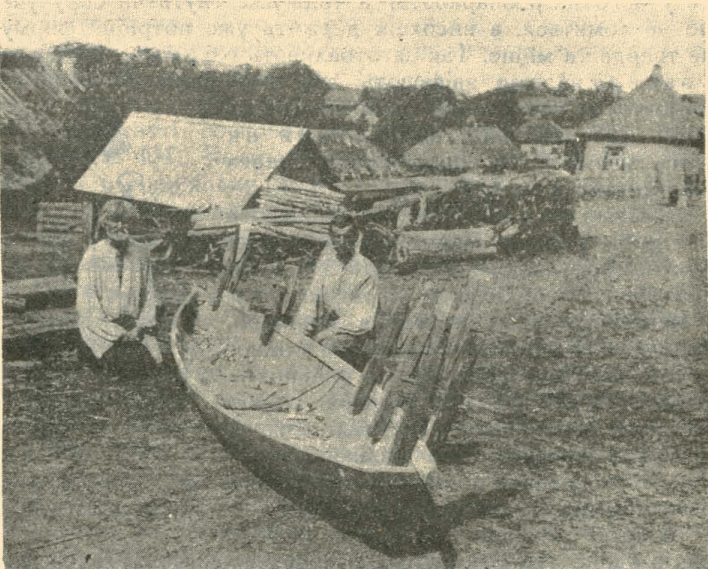
Мешканці Старосілля набивають на човна дошку, щоб зробити його більш глибоким (фото М. Сталінського, 1920-ті роки)

Основними заняттями мешканців села були рибальство, торгівля сіном та дровами, частина мешканців їздила на заробітки до степових сіл. У 1920-ті роки в селі зберігалися побутові та культурні пережитки ранньої сільської культури, а подекуди ознаки натурального господарства. Через це 1921 року в селі було створено стаціонарну етнографічну дослідну станцію, у рамках якої було детально описано побут і традиції селян.
У середині XVIII століття в хуторі Старосілля сусіднього Сваром'я було лише 5 хат.
Наприкінці 1920-х років у селі було 116 господарств (за радянською класифікацією 67 незаможних, 59 середняцьких), а населення складало 613 осіб, з яких 320 жінок та 297 чоловіків. Тоді ж було організовано скотарсько-молочарське товариство «Допомога» та рибальську артіль «Трудовий рибалка» з трьома колективами — неводничі, жаковики та сітковики. Також у 1920-ті роки було засновано трудову школу та хату-читальню.

## Наукові дослідження
У селі певний час мешкали чи працювали науковці Володимир Вернадський, Микола Холодний, Теодосій Добржанський, Борис Балінський, Олександр Богомолець тощо.
У селі знаходився метеорологічний пост, на якому проводили спостереження за опадами та атмосферними явищами принаймні з 1928 до 1937 року 

### Археологічні дослідження
Навколо села були відкриті 3 поселення дніпро-донецької культури, поселення ямно-катакомбного типу, чотири поселення середньодніпровської культури, сосницького типу, поселення та могильник тшинецької культури, знахідки білогрудівської культури, три поселення скіфського часу, поселення підгірцівської культури, могильник зарубинецької культури. Також при дослідженнях знайдено фрагмети посуду ранньої бронзової та ранньої залізної доби, слов'янську кераміку, побутові предмети XV — XVIII століття.

### Етнографічні дослідження
Відділ етнології Кабінету антропології та етнології ім. Ф. Вовка ВУАН у 1921 році організував у Старосілля науково-дослідну станцію з метою дослідження українських сел. Матеріал збирали Антін Онищук та Леоніла Заглада, допомагав їм сільський учитель Яким Шевченко.

### Дніпровська гідробіологічна станція
Дніпровську станцію заснував професор Кеппен на Трухановому острові в Києві 1909 року. 1918 року науковці прийняли рішення перенести її далі від Києва, у вересні Віктор Казановський, Олександр Фомін і Дмитро Белінг приїхали ло Старосілля, де знайшли підхожу ділянку. З 1919 року станцію переміщено до Старосілля. Після смерті Казановського в 1920—1921 роках станцію очолював Фомін, у 1922—1937 роках — Белінг. 1921 року її було приєднано до ВУАН. 1934 року вона отримала статус окремої установи: Гідробіологічної станції ВУАН.
На станції відбувалися зоологічні та ботанічні дослідження (під керівництвом Дмитра Свиренка). У її складі була низка риборозплідних ставків.
У 1938-1940 роках у сусідньому заповіднику «Гористе» працював зоолог Борис Попов.

## Мешканці
- Петро Олексійович Сіверцев (?, Твер — 1933, Старосілля) — лісничий, випускник природничого відділення фізико-математичного факультету Петербурзького університету та Петербурзького лісового інституту; працював у лабораторії Дмитра Менделєєва; У 1918—1933 був лісничим у Старосіллі[11][12] Його донька Наталія Сіверцева-Добржанська (29(16).08.1901, Бузулуцький повіт, Самарська губернія, Російська імперія — 22.02.1969, Міддлтаун, США) 1924 року одружилася з Феодосієм Добржанським, надалі виїхала до США.
- Василь Карлович Куликов — старосельський лісничий у 1916 році, колезький асесор[13]
- Яким Шевченко — сільський учитель у 1921 році